# Acta Botanica Croatica
Acta Botanica Croatica (abreviado Acta Bot. Croat.) es una revista con ilustraciones y descripciones botánicas que es publicada en Zagreb  desde 1957.